# Racosperma atrox
Racosperma atrox là một loài thực vật có hoa trong họ Đậu. Loài này được (Kodela) Pedley mô tả khoa học đầu tiên năm 2003.